# تسر (کوه)
تسر (به صربی: Cer) یک کوه در صربستان است که در شاباتس واقع شده‌است. تسر ۶۸۹ متر بالاتر از سطح دریا واقع شده‌است.